# En pleine forme

En pleine forme est un court métrage de Pierre Étaix de 1971.
À l'origine, il s'agit d'une séquence du film Tant qu'on a la santé, réalisé en 1965, dont Pierre Étaix a fait un court-métrage de 12 minutes. Une version restaurée du film a été présentée en 2010.

## Synopsis
Un homme s'adonne aux joies du camping sauvage, et tente de savourer solitude et liberté. Mais une série de mésaventures le conduisent dans un drôle de camping.

## Fiche technique
- Scénario : Pierre Étaix et Jean-Claude Carrière
- Image : Jean Boffety
- Montage : Henri Lanoë
- Musique : Jean Paillaud
- Mixage : Jean Neny
- Durée : 12 minutes
- Année : 1971
- Pays :  France

## Distribution
- Roger Trapp
- Robert Blome
- Pierre Moncorbier